# Union Solingen
SG Union Solingen – niemiecki klub piłkarski z siedzibą w mieście Solingen, działający w latach 1974–1990.

## Historia
W 1949 roku w wyniku fuzji zespołów VfR Ohligs, Ohligser FC 06 i VfL Ohligs 12 powstał Union Ohligs. W kwietniu 1974 zmienił on nazwę na OSC Solingen, a w lipcu tego samego roku, połączył się z VfL Solingen-Wald, tworząc SG Union Solingen. Przystąpił on do rozgrywek Verbandsligi, stanowiącej trzeci poziom rozgrywkowy. W sezonie 1974/1975 awansował do 2. Bundesligi. Występował w niej do sezonu 1988/1989, kiedy to spadł do Oberligi. W sezonie 1989/1990 spadł z niej do Verbandsligi. Wówczas jednak klub zbankrutował i został rozwiązany. W jego miejsce utworzono 1. FC Union Solingen, który został rozwiązany w 2012 roku.

## Reprezentanci kraju grający w klubie
- Tom Kain
- Erwin Kostedde

## Występy w lidze
| Sezon     | Poziom | Liga                     | Miejsce |
| --------- | ------ | ------------------------ | ------- |
| 1974/1975 | 3      | Verbandsliga Niederrhein | 1.      |
| 1975/1976 | 2      | 2. Bundesliga Nord       | 13.     |
| 1976/1977 | 2      | 2. Bundesliga Nord       | 19.     |
| 1977/1978 | 2      | 2. Bundesliga Nord       | 9.      |
| 1978/1979 | 2      | 2. Bundesliga Nord       | 9.      |
| 1979/1980 | 2      | 2. Bundesliga Nord       | 9.      |
| 1980/1981 | 2      | 2. Bundesliga Nord       | 7.      |
| 1981/1982 | 2      | 2. Bundesliga            | 16.     |
| 1982/1983 | 2      | 2. Bundesliga            | 16.     |
| 1983/1984 | 2      | 2. Bundesliga            | 5.      |
| 1984/1985 | 2      | 2. Bundesliga            | 6.      |
| 1985/1986 | 2      | 2. Bundesliga            | 15.     |
| 1986/1987 | 2      | 2. Bundesliga            | 12.     |
| 1987/1988 | 2      | 2. Bundesliga            | 15.     |
| 1988/1989 | 2      | 2. Bundesliga            | 20.     |
| 1989/1990 | 3      | Oberliga Nordrhein       | 18.     |